# Johan van Heurn (advocaat)
Johan/Jan van Heurn ('s-Hertogenbosch gedoopt, 7 maart 1751 – aldaar, 19 maart 1815) was een Nederlands advocaat en publicist.
Hij was een telg uit het geslacht Van Heurn en een zoon van Johan Hendrik van Heurn en Anna Roemer, die hem op 7 maart 1751 lieten dopen binnen de Nederlands Hervormde Gemeente. Vader was enige tijd schepen van 's-Hertogenbosch. Hijzelf was getrouwd met Geertruid van Genderen.
Hij studeerde aan Illustere school Den Bosch en rechten aan de Universiteit van Utrecht en promoveerde aldaar in 1772 met een proefschrift over domaniale rechten. Hij werd vervolgens advocaat in zijn geboortestad en werd er in 1786 ook griffier van de tol- en leenkamer (als opvolger van zijn vader). Hij werd in 1776 door de stad benoemd tot hoogleraar in de rechten (aan genoemde Illustere School) vanwege het werk van zijn vader Historie der Stad en Meijere van ’s Hertogenbosch, alsmede van de voornaamste daden der hertogen van Brabant. Hij bekleedde hoge functies in Brabant, zoals kanunnikaat in de kerk Sint-Petrusbasiliek te Oirschot, lid van Provinciale Staten en de staatsraad in buitengewone dienst. Hij voerde onderhandelingen met generaal Pichegru over de capitulatie van Den Bosch tijdens de Beleg van ’s-Hertogenbosch.
Van zijn hand verscheen in 1804 het driedelige boekwerk De Orgelmaaker over orgelbouw. Hij raadpleegde daartoe onder andere het boekwerk L’art du facteur d’orgues uit 1778 van François Dom Bedos de Celles. Bovendien onderhield hij contacten met diverse orgelbouwers. Het boekwerk beleefde talloze herdrukken, soms facsimile-uitgaven, zoals in 1988 bij Frits Knuf Buren.
Hij overleed op 19 maart 1815 na een lange pijnlijke ziekte.